# كبريتيد البزموت
 كبريتيد بزموت مركب كيميائي له الصيغة Bi2S3 ، يتألف من عنصري  الكبريت والبزموت.

## الخواص
- البنية البلورية لمركب كبريتيد البزموت بنية موشورية مثلثية.

## التحضير
يحضر مركب كبريتيد البزموت من تفاعل ترسيب لأملاح البزموت المنحلة بتفاعلها مع محلول كبريتيد الهيدروجين المائي.
2Bi3+ + 3H2S → Bi2S3 + 6H+

## الاستخدامات
- يستخدم كبريتيد البزموت لتحضير أملاح البزموت المختلفة
- يدخل كمادة إضافية في تركيب المكابح، يستخدم كحفاز، وكمادة مساعدة في عمليات اللحام، كما يدخل في تركيب بعض أنواع الذخيرة.[3]
- يتم حالياً إجراء الأبحاث حول استخدام مركب كبريتيد البزموت في الطلي وصنع الأنابيب على مستوى النانو وتطبيقه كحفاز عالي الكفاءة.[4]